# Thelotrema dodecamerum
Thelotrema dodecamerum är en lavart som först beskrevs av William Nylander och som fick sitt nu gällande namn av Edvard Vainio 1915. 
Thelotrema dodecamerum ingår i släktet Thelotrema och familjen Thelotremataceae. Inga underarter finns listade i Catalogue of Life.